# Spectrograf

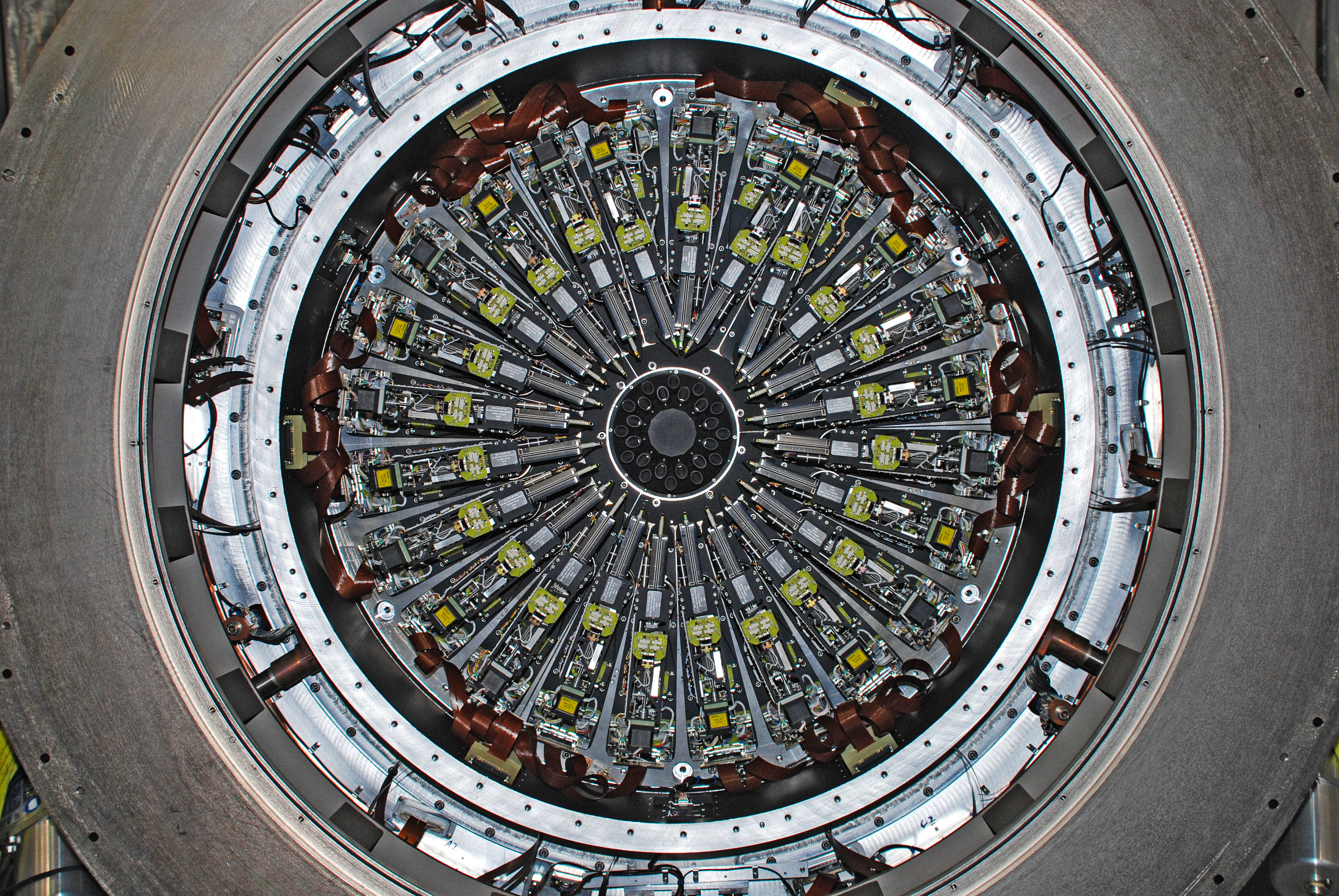
Spectrograful KMOS.

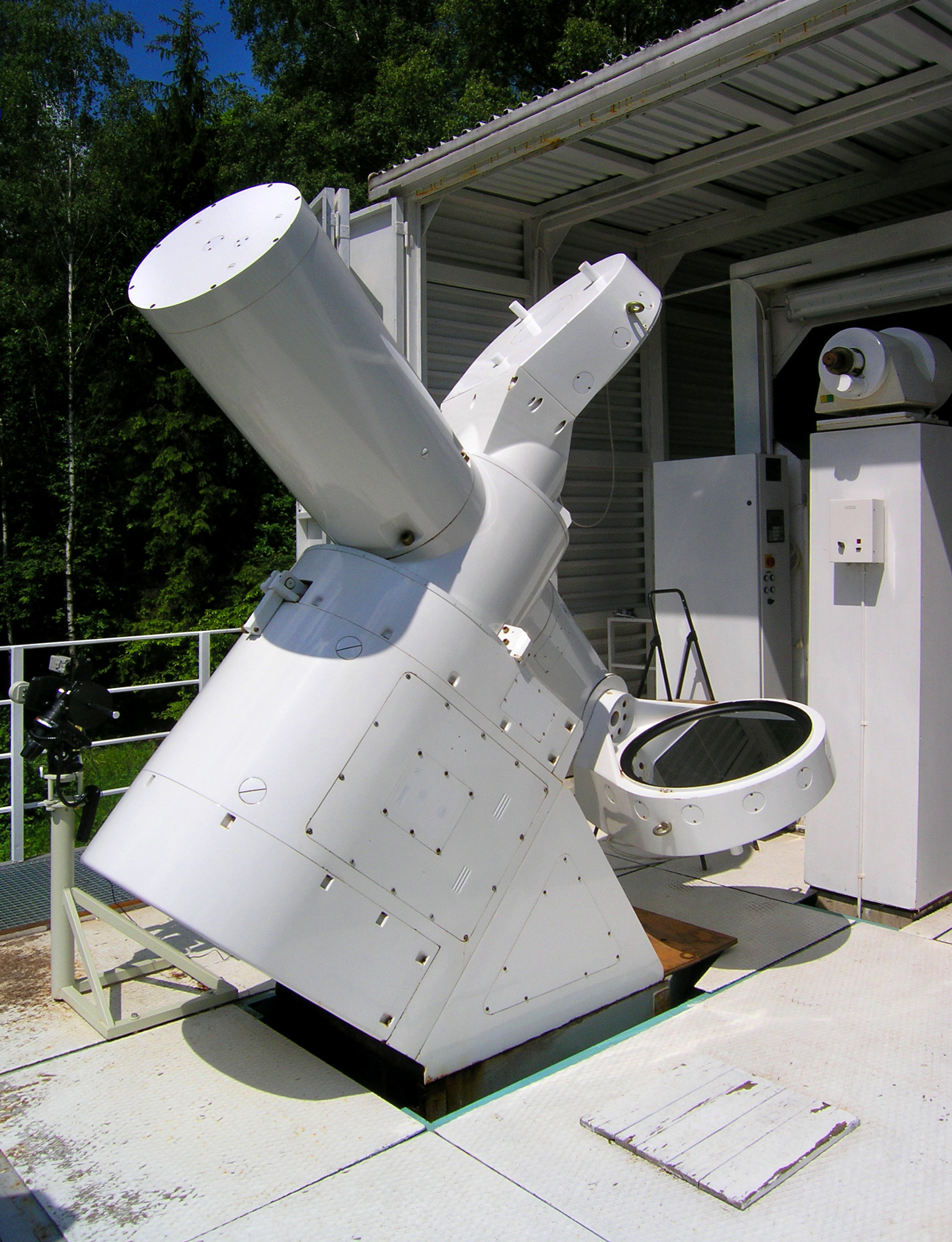
Spectrograful Solar Orizontal de la Institutul Astronomic Ceh din Ondřejov, Republica cehă

Un spectrograf este un instrument care separă lumina într-un spectru de frecvență⁠(d) și înregistrează semnalul folosind o cameră⁠(d). Există mai multe tipuri de mașini cu caracteristica de spectrografe, în funcție de natura precisă a valurilor. Termenul a fost folosit pentru prima dată în iulie 1876 de Dr. Henry Draper, când a inventat cea mai veche versiune a acestui dispozitiv, și pe care el a folosit-o pentru a capta mai multe fotografii ale spectrului stelei Vega. Această primă versiune a spectrografului a fost greoaie de a utiliza și dificil de a gestiona.
Un mod de a defini un spectrograf este ca un dispozitiv care separă lumina prin lungimea sa de undă și înregistrează aceste date. Un spectrograf de obicei are un sistem detector multi-canal sau sistem de imagare care detectează spectrul de lumină.

## Spectrograful stelar și solar
Primele spectrografe au folosit hârtie fotografică⁠(d) ca detector. Clasificarea spectrală a stelelor și descoperirea secvenței principale, legea lui Hubble și secvența Hubble⁠(d) au fost toate făcute cu spectrografe care utilizează hârtie fotografică. Pigmentul de plantă fytocrom⁠(d) a fost descoperit utilizând un spectrograf care a folosit plante vii ca detector. Spectrografe mai recente folosesc detectoare electronice, cum ar fi ccd-uri care pot fi folosite pentru ambele lumini vizibilă și UV. Alegerea exactă de detector depinde de lungimi de undă ale luminii care este de înregistrat.
Telescopul Spațial James Webb succesor va conține atât un spectrograf infraroșu apropiat (NIRSpec) și un spectrometru infraroșu mediu (MIRI).

## Spectrograf cu scală
Un spectrograf cu scală utilizează două grilaje de difractie⁠(d), rotite cu 90 de grade una în raport cu cealaltă și plasate aproape una de alta. Prin urmare, un punct de intrare și nu o fantă este folosit și un al doilea cip CCD înregistrează spectrul. De obicei se încearcă să se regăsească un spectru pe diagonală, dar atunci când ambele grilaje au o spațiere largă și unul este aprins⁠(d) astfel încât numai primul ordin este vizibil și celălalt este aprins astfel încât o mulțime de ordine superioare sunt vizibile, se obține un spectru foarte fin frumos pliat pe un cip CCD comun mic. Cipul mic înseamnă de asemenea că optica colimatoare nu trebuie să fie optimizată pentru comă sau astigmatism, dar aberația sferică poate fi setată la zero.

## A vedea de asemenea
- Spectroscopie
- Spectrometru
- Spectroscopie de fantă lungă
- Spectrogramă
- Spectrograful Originilor Cosmice⁠(d)

## Linkuri externe
- Spectrograf pentru spectre astronomice Arhivat în 26 ianuarie 2013, la Wayback Machine.
- Fotografii de spectrografe utilizate în Observatorul Lick de la Arhiva Digitală de Înregistrări ale Observatorului Lick, Colecțiile Digitale ale Bibliotecii UC Santa Cruz Arhivat în 25 aprilie 2019, la Wayback Machine.